# Alfafetoprotein
Alfafetoprotein, AFP, är ett protein som finns i stor mängd i gulesäcken under embryonalt liv. Förhöjda värden i blodet fungerar som markör för vissa former av cancer, exempelvis hepatocellulär cancer (vanligaste typen av levercancer) och testikelcancer.